# Renée Green
Renée Green   (Cleveland, 1959) és una artista, escriptora, guionista i directora de cinema estatunidenca.
La seva pràctica abasta una àmplia gamma de suports, com ara escultura, arquitectura, fotografia, estampes, vídeo, pel·lícules, llocs web i so, que normalment convergeixen en instal·lacions complexes i molt estratificades. Treballa en l'antropologia cultural i la història social, fent que les seves obres estiguin ben documentades i tinguin moltes vegades diversos col·laboradors. Alguns dels temes que ha tractat són la vida de Sara Baartman, el comerç d'esclaus africans i el hip-hop a Alemanya.
El seu treball qüestiona l'escriptura de la història i utilitzant-se a ella mateixa sovint com a personatge de ficció dins les seves obres. L'any 2000 la Fundació Tàpies de Barcelona li va dedicar l'exposició “Ombres i senyals”, on reflexionà sobre la regeneració de la ciutat arran dels Jocs Olímpics de 1992.
Des del 2011 és professora del Massachusetts Institute of Technology.